# امامقلی‌خان حاجی ایلخانی
امامقلی‌خان حاجی ایلخانی (زادهٔ ۱۲۰۳ تهران - درگذشته ۱۲۷۸ اردل) از رجال دوره قاجار و از رؤسای ایل بختیاری بود، که مقارن با سلطنت ناصرالدین‌شاه، سال‌ها به عنوان ایل بیگی و ایلخانی بختیاری فعالیت می‌کرد. وی برادر حسینقلی‌خان ایلخانی بود. فرزندان امام‌قلی‌خان به حاجی‌ایلخانی مشهور بودند و شناخته‌شده‌ترین آن‌ها لطفعلی‌خان امیر مفخم (نماینده مجلس و وزیر جنگ)، غلامحسین‌خان سالار محتشم (۲ دوره وزیر جنگ)، سلطان محمدخان سردار اشجع، نصیر خان سردار جنگ (نماینده مجلس چهارم) و محمدرضاخان سردارِ فاتح (پدر شاپور بختیار) هستند.

## زندگی
امامقلی‌خان حاجی ایلخانی در سال ۱۲۴۰ هجری قمری، مقارن با ۱۲۰۳ در تهران زاده شد. پدرش جعفرقلی‌خان دورکی؛ از خوانین ایل بختیاری دورکی و مادرش بی‌بی شاه‌پسند نام داشت. وی دومین فرزند جعفرقلی‌خان، پس از حسینقلی‌خان ایلخانی بود. امامقلی‌خان ۲ برادر ناتنی بنام‌های رضاقلی‌خان ایل بیگی (پدر ضرغام‌السلطنه) و مصطفی‌قلی‌خان داشت. امامقلی‌خان دوران کودکی را سپری می‌کرد که پدرش در جنگ با جعفرقلی‌خان بختیاروند کشته شد و آن‌ها تحت سرپرستی عموی خود؛ کلبعلی‌خان دورکی بزرگ شدند. در این دوره کلبعلی‌خان دورکی و جعفرقلی‌خان بختیاروند، جهت رسیدن به قدرت با یکدیگر به جنگ پرداختند.

## ایل بیگی
پس از آنکه پسران جعفرقلی‌خان به سن جوانی رسیدند، علیه عموی خود شوریدند و چند جنگ میان آن‌ها درگرفت ولی برای هیچ‌یک از ۲ طرف پیروزی حاصل نشد، تا آنکه کلبعلی خان به‌طور طبیعی درگذشت و در پی آن، حسینقلی‌خان ایلخانی با کمک ۳ برادرش، حمایت والی اصفهان و تأیید قانونی حکومت مرکزی تهران، به قدرت رسید. او بعد از استحکام موقعیت خود در بختیاری به لقب ایلخانی رسید و از سوی وی امام‌قلی‌خان به ایل بیگی منصوب گردید. وی در حدود ۳۰ سال در این جایگاه فعالیت کرد.

## قتل حسینقلی‌خان
حکومت طولانی و بدون صدمه حسینقلی‌خان باعث زیاد شدن ثروت و قدرت وی در میان بختیاری‌ها و نیز در دربار قاجار شد، در نتیجه حسینقلی خان ایلخانی در پی توطئه‌ای توسط مسعود میرزا ظل‌السلطان؛ حاکم اصفهان و فرزند ناصرالدین‌شاه، در شهر اصفهان به قتل رسید. پس از این واقعه، برای مدتی منطقه بختیاری دستخوش ناامنی شد. از آن زمان، فامیل ایلخانی به ۳ بخش تقسیم شد: خاندان ایلخانی که پسران خودِ حسینقلی خان ایلخانی بودند؛ خاندان حاجی ایلخانی که اعقاب امامقلی‌خان را شامل می‌شدند و خاندان ایل بیگی که فرزندان رضاقلی‌خان ایل بیگی بودند. بعد از مرگ حسینقلی‌خان، ۲ پسرش؛ اسفندیار خان و علیقلی‌خان به فرمان ظل‌السلطان زندانی شدند و امامقلی‌خان در سال ۱۲۹۹ قمری به عنوان؛ ایلخانی و رضاقلی‌خان؛ ایل بیگی منصوب شدند.

## دوره اول ایلخانی
پس از قتل حسینقلی خان ایلخانی، در اصفهان به دست ظل السلطان، اختلاف و دو دستگی در میان خانواده‌های خویشاوند، یعنی؛ ایلخانی و حاجی‌ایلخانی و ایل‌بیگی، شدت گرفت. در چنین موقعیتی، امامقلی‌خان به کمک خانواده ایل بیگی، ایلخانی بختیاری شد. وی در فاصله سالهای ۱۲۹۹ تا ۱۳۰۵ در این مقام باقی‌ماند، در این سال از این مقام برکنار شد و رضاقلی خان ایل بیگی؛ برادر کوچکتر وی، به مقام ایلخانی رسید.

## جنگ چغاخور
در سال ۱۳۰۵ ه‍.ق پس از عزل ظل‌السلطان از حکومت اصفهان و آزادی اسفندیارخان از زندان، امام‌قلی‌خان از مقام خود معزول شد و برادرش رضاقلی خان ایل بیگی، جایگزین وی شد و اسفندیار خان نیز به عنوان ایل بیگی منصوب گردید. در این زمان امامقلی‌خان از فرمان عزل خود سرپیچی کرد و امین‌السلطان به رضاقلی‌خان و اسفندیارخان دستور داد تا ۴۰۰ سوار بختیاری آماده کنند، تا با ۳۰۰ سوار دولتی و ۲ عرّاده توپ کوهستانی به جنگ با امامقلی‌خان بروند. امامقلی‌خان نیز با استعداد ۶۰۰ سوار بختیاری به جنگ با آنها رفت، ولی در حین نبرد، نیروهای او دچار تفرقه شدند و این امر باعث شد که او شکست خورده و به دژ ملکان پناهنده شود. این نبرد؛ جنگ چغارخور نام گرفت. پس از مدتی، امامقلی‌خان با امین‌السلطان به توافق رسید و در پی آن، او به خوزستان فرستاده شد تا به عنوان دستیار در خدمت حاکم خوزستان باشد.

## دوره دوم ایلخانی
امام‌قلی‌خان، در سال ۱۳۰۷ و با قدرت گرفتن دوباره ظل السلطان، بار دیگر به ریاست ایل بختیاری رسید و تا سال ۱۳۰۹ حکومت منطقه بختیاری را برعهده داشت.

## دوره سوم ایلخانی
اندکی بعد امام‌قلی‌خان برای سومین بار، ایلخانی بختیاری شد و اسفندیارخان به سمت ایل بیگی و رضاقلی‌خان به عنوان حاکم چهارمحال منصوب شدند، اما مدتی بعد توسط شهاب‌الملک؛ حاکم خوزستان از سمت خود معزول شد و برادرزاده‌اش اسفندیارخان به جای او نشست.

## دوره چهارم ایلخانی
پس از مدتی بار دیگر حکومت اصفهان از سوی ناصرالدین‌شاه، به ظل‌السلطان داده شد و اسفندیارخان که با او دشمنی دیرینه داشت، از ایلخانی بختیاری استعفاء کرد و امامقلی‌خان برای چهارمین بار به ایلخانی رسید. وی تا سال ۱۳۱۷ که درگذشت، در این سمت باقی ماند.

## درگذشت
وی مردی مهربان و خوش‌اخلاق بود و در دوره ریاستش بر ایل بختیاری، خدمات زیادی برای ایل بختیاری انجام داد. امامقلی خان، در سال ۱۳۱۷ هجری قمری، درگذشت و پیکر وی در منطقه اردل، بختیاری و در جوار امام‌زاده حمزه، به خاک سپرده شد.

## فرزندان
اولین همسر امام‌قلی‌خان، دختر ابوالفتح‌خان کیانرسی؛ از خوانین چهارلنگ بختیاری بود، که پسر ارشد او؛ محمدحسین خان سپهدار از وی زاده شد. این ازدواج در دوره، برای رفع اختلافات میان دو شاخه هفت‌لنگ و چهارلنگ از ایل بختیاری انجام گرفته بود. همسر دوم امام‌قلی‌خان؛ بی‌بی زینب نام داشت، که از وی نیز صاحب ۳ پسر بنام‌های؛ غلامحسین خان سردار محتشم، سلطان محمدخان سردار اشجع و علی‌اکبر خان سالار اشرف شد. امام‌قلی‌خان همچنین ۳ همسر دیگر از طوایف دیگر بختیاری اختیار کرد. او در مجموع ۹ پسر و ۸ دختر داشت. مشهورترین فرزندان وی عبارتند از:
- محمدحسین‌خان سپهدار
- لطفعلی‌خان امیر مفخم
- غلامحسین‌خان سالار محتشم
- علی‌اکبر خان سالار اشرف
- سلطان‌محمدخان سردار اشجع
- نصیرخان سردار جنگ
- محمدرضاخان سردارِ فاتح
- محمودخان هژبرالسلطنه